# Prodiaphania walkeri
Prodiaphania walkeri är en tvåvingeart som beskrevs av Paramonov 1968. Prodiaphania walkeri ingår i släktet Prodiaphania och familjen parasitflugor. Inga underarter finns listade i Catalogue of Life.